# 영양국민학교 감천분교
영양국민학교 감천분교는 경상북도 영양군 영양읍 감천리 402에 있었던 초등학교이다.

## 연혁
- 1959년 4월 1일 영양국민학교 감천분교장 개교
- 1959년 8월 29일 숙직실 등 신축
- 1971년 10월 20일 인근 필지 2,399m²매입 및 확장
- 1989년 3월 1일 폐교 및 영양국민학교 통폐합